# Кампизеп
Кампизе́п (рос. Кампызеп) — річка на півночі Удмуртії, ліва притока річки Кама. Протікає територією Глазовського та Балезінського районів Удмуртії і Афанасьєвського району Кіровської області.
Річка бере початок на схилах Верхньокамської височини на північний схід від присілку Зотово Глазовського району. Перші 2 км протікає на південь, потім різко повертає на схід. В районі колишнього присілку Кампизепський русло спрямоване на південний схід, але потім повертається у свій звичний східний напрямок. Нижня течія спрямована на північний схід і частково слугує природним кордоном між Кіровською областю та Удмуртією. Впадає до Ками навпроти присілку Ваньки. Береги заліснені, місцями заболочені. Приймає багато дрібних приток, найбільша з яких ліва Сєверуха.
Над річкою не розташовано населених пунктів.